# نیگل کالدر
نیگل کالدر (انگلیسی: Nigel Calder; ۲ دسامبر ۱۹۳۱ – ۲۵ ژوئن ۲۰۱۴) روزنامه‌نگاری علمی اهل بریتانیا بود.

## زندگی
کالدر در ۲ دسامبر ۱۹۳۱ به دنیا آمد. پدر وی لرد ریچی کالدر بود. مادرش مابل جین فوربس مک کایل بود. وی چهار خواهر و برادر داشت، از جمله مورخ شناخته شده آنگوس کالدر (۲۰۰۸–۱۹۴۲)، ریاضیدان آلن کالدر و آموزگار تحصیل کرده ایسلا کالدر (۲۰۰۰–۱۹۴۶). وی در مدرسه بازرگان تیلورس، کالج نورث وود و سیدنی سوسکس، کمبریج تحصیل کرد.